# 小染川友治郎
小染川 友治郎（こそめがわ ともじろう、1892年（明治25年） - 1938年（昭和13年）5月21日）は大阪府大阪市南区高津（現・中央区高津三丁目）出身の大相撲力士。本名は吉川友次郎（一時、日根姓）。大阪相撲で活躍し最高位は大関。12代千田川を継いだが龍神事件で角界を去った。

## 略歴
大阪相撲世話人の染川浅吉を実父に持ち、小染川の名で子供の頃から怪童土俵入りを演じて人気を集めた。当時の怪童力士は郵便報知新聞などの一般紙に報道される扱いを受けた。11代千田川に入門し1904年（明治37年）5月序ノ口についた。1910年（明治43年）1月十両、1911年（明治44年）2月入幕。新入幕の場所は全休し十両に下がるがすぐ幕内に戻ると活躍を見せた。
166cm114kgの体格。色白で相撲人形のような風貌で突っ張り、押しを武器に絶大な人気を博した。1914年（大正3年）5月小結。1915年（大正4年）1月10戦全勝で優勝し1916年（大正5年）1月大関に昇進した。1917年（大正6年）6月関脇に下がるが1場所で大関に戻り安定した大関ぶりを見せた。
1921年（大正10年）1月師匠の後を継ぎ12代千田川 友治郎を二枚鑑札で襲名し翌6月限りで引退し頭取（年寄）専務となった。大阪相撲を担う人材と期待されたが、1923年（大正12年）5月に発生した龍神事件で千田川を慕って協会側についた弟子5名が、調停後に力士側から除名されたことに憤慨し廃業。弟子20数名も師匠に殉じて廃業した。
幕内19場所（大関11場所）84勝34敗3分7預63休　優勝1回

## 廃業後
角界を去った後は米穀商や遊園地の経営など営んだ。1938年（昭和13年）5月21日数え47歳で死去。

## その他
大坂相撲では絶大な人気により大坂相撲の金庫ともいわれた。
当時東京相撲の人気力士であった同タイプの小常陸とは交流が深く、血をすすって義兄弟の誓いまで交わしたという。